# Poospiza torquata
Poospiza torquata е вид птица от семейство Тангарови (Thraupidae).

## Разпространение
Видът е разпространен в Аржентина, Боливия и Парагвай.